# Amedeo Avogadro

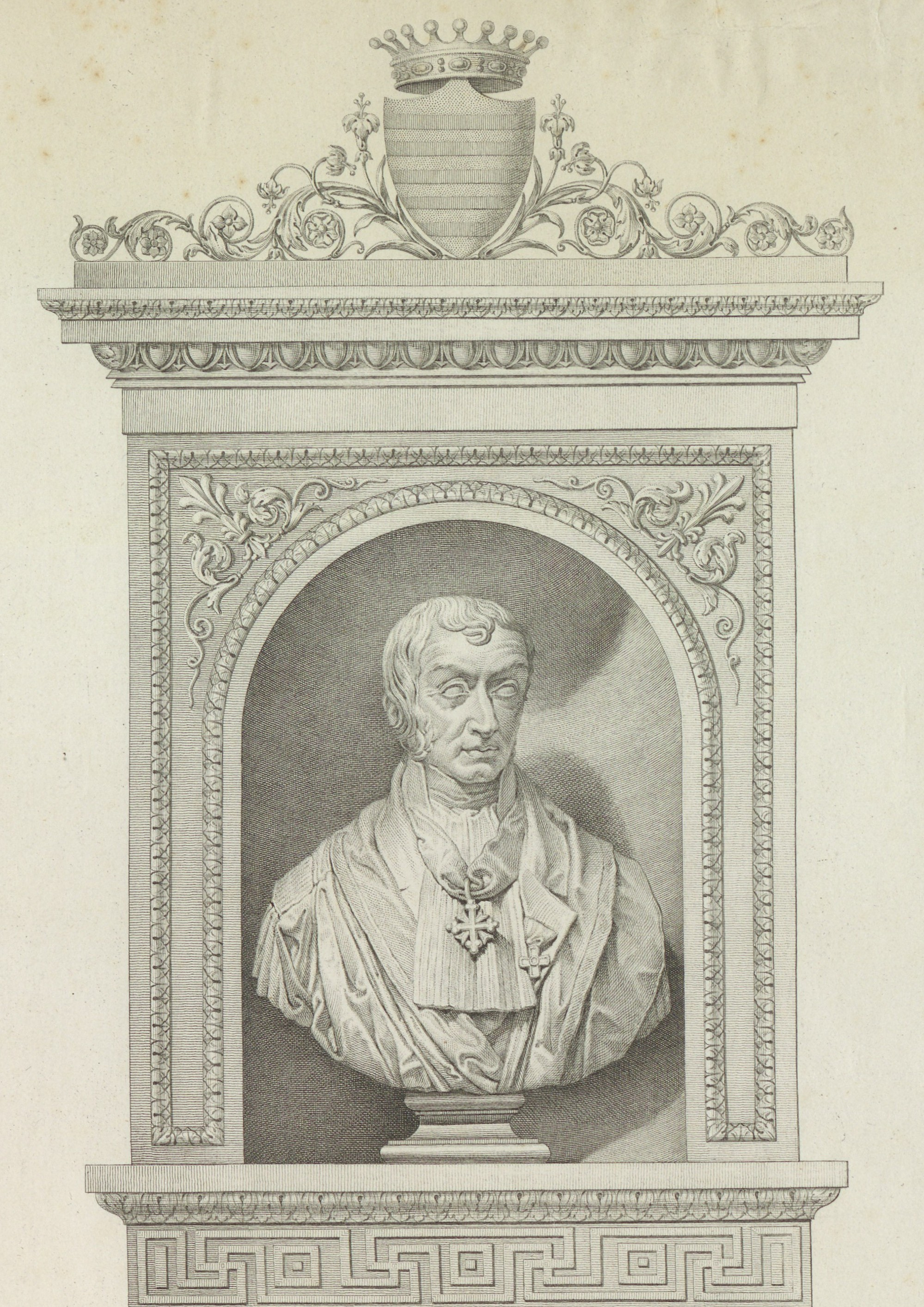
Amedeo Avogadro

Amedeo Avogadro, celým jménem Lorenzo Romano Amedeo Carlo Avogadro di Quaregna e Cerreto (9. srpna 1776, Turín – 9. července 1856, Turín) byl italský fyzik, který se stal jedním ze zakladatelů fyziky plynů. Jeho objevy umožnily určení relativních atomových hmotností prvků. Je po něm pojmenována Avogadrova konstanta. Avogadrova práce byla jedním ze základních pilířů moderní chemie.

## Život
Narodil se v Turíně, který byl tehdy součástí Království Sardinie a Piemontu. Byl synem zámožného významného právníka, senátora a hraběte ze starodávného piemontského rodu. Vystudoval práva (roku 1792 získal bakalářský titul, roku 1796 doktorát). Postupně ale opouštěl advokacii a okolo roku 1800 se začal věnovat hlavně svému koníčku – fyzice. V roce 1804 se stal korespondujícím členem akademie věd v Turíně, v roce 1806 demonstrátorem fyziky na turínské univerzitě, později profesorem přírodovědy na Královské koleji ve Vercelli. V roce 1820 se vrátil na Turínskou univerzitu jako profesor matematické fyziky a přednosta nově založené katedry vyšší fyziky. V roce 1822 byl post zrušen a celá univerzita načas zavřena, kvůli nepokojům v Piemontu. Post byl obnoven roku 1832, kdy ho však získal Augustin Louis Cauchy. Ten však za dva roky odešel do Prahy a na místo byl znovu dosazen Avogadro. Pracoval pak na univerzitě až do odchodu do důchodu roku 1850.
Nejprve se zabýval elektromagnetickou indukcí a elektrochemií, ale později se věnoval fyzice plynů, v níž se proslavil nejvíce. Roku 1811 v článku v časopise Journal de Physique, de Chemie et d'Histoire naturelle formuloval hypotézu, že ideální plyny obsahují v objemové jednotce plynu při stejném tlaku a teplotě stejný počet molekul (Avogadrův zákon). Nedokázal však svou teorii potvrdit experimentem. Dokázat se jeho teorii podařilo až o půl století později na základě kinetické teorie plynů. Zásadní podíl na znovuobjevení a uznání Avogadra měl Stanislao Cannizzaro, který jeho zapomenuté jméno objevil zcela náhodou ve vzájemné korespondenci André-Marie Ampéra a Jönse Jacoba Berzelia.
Z jiných je prací je důležité čtyřdílné dílo Fisica dei corpi ponderabili (1837–1841).